# Livre XIII des Éléments d'Euclide

Le livre XIII des Éléments d'Euclide est consacré à la construction des polyèdres réguliers de Platon.
Il comporte 18 propositions.

## Les propositions
Les propositions abordent successivement la construction du tétraèdre, de l'octaèdre, du cube, de l'icosaèdre et du dodécaèdre.
- Préliminaires. Un certain nombre de préliminaires géométriques, mais que nous pouvons interpréter comme des règles de calcul relatives au nombre d'or, sont exposés dans les prop.1 à 6. Les prop.7 à 11 développent les connaissances déjà rencontrées dans le Livre IV sur le pentagone. La prop.12 donne la longueur du côté d'un triangle équilatéral inscrit dans un cercle.

- Construction des polyèdres réguliers, inscrits dans une sphère de diamètre donné. Le cas du tétraèdre est traité dans la prop.13, celui de l'octaèdre dans la prop.14, celui du cube dans la prop.15, celui de l'icosaèdre dans la prop.16, et celui du dodécaèdre dans la prop.17. La prop.18 regroupe en une seule figure les côtés des différents polyèdres. Une traduction algébrique moderne s'appuyant sur les constructions géométriques d'Euclide permet de donner leur longueur respective, le diamètre de la sphère servant d'unité : {\displaystyle {\sqrt {\frac {2}{3}}}} pour le côté du tétraèdre, {\displaystyle {\frac {1}{\sqrt {2}}}} pour le côté de l'octaèdre, {\displaystyle {\frac {1}{\sqrt {3}}}} pour le côté du cube, {\displaystyle {\sqrt {\frac {5-{\sqrt {5}}}{10}}}} pour le côté de l'isosaèdre, et {\displaystyle {\frac {{\sqrt {5}}-1}{2{\sqrt {3}}}}} pour le côté du dodécaèdre. Au cours de la démonstration, Euclide prouve que les côtés de l'icosaèdre et du dodécaèdre sont des grandeurs irrationnelles, appelée mineure et apotome, relevant d'un classement établi dans le Livre X.